# Mainframe IBM
Els mainframes d'IBM són grans sistemes informàtics produïts per IBM des de 1952. Durant les dècades de 1960 i 1970, IBM va dominar el mercat informàtic amb la sèrie 7000 i la posterior System/360, seguida del System/370. Els ordinadors centrals actuals de la línia d'ordinadors empresarials d'IBM són desenvolupaments del disseny bàsic del System/360.

## Primera i segona generació

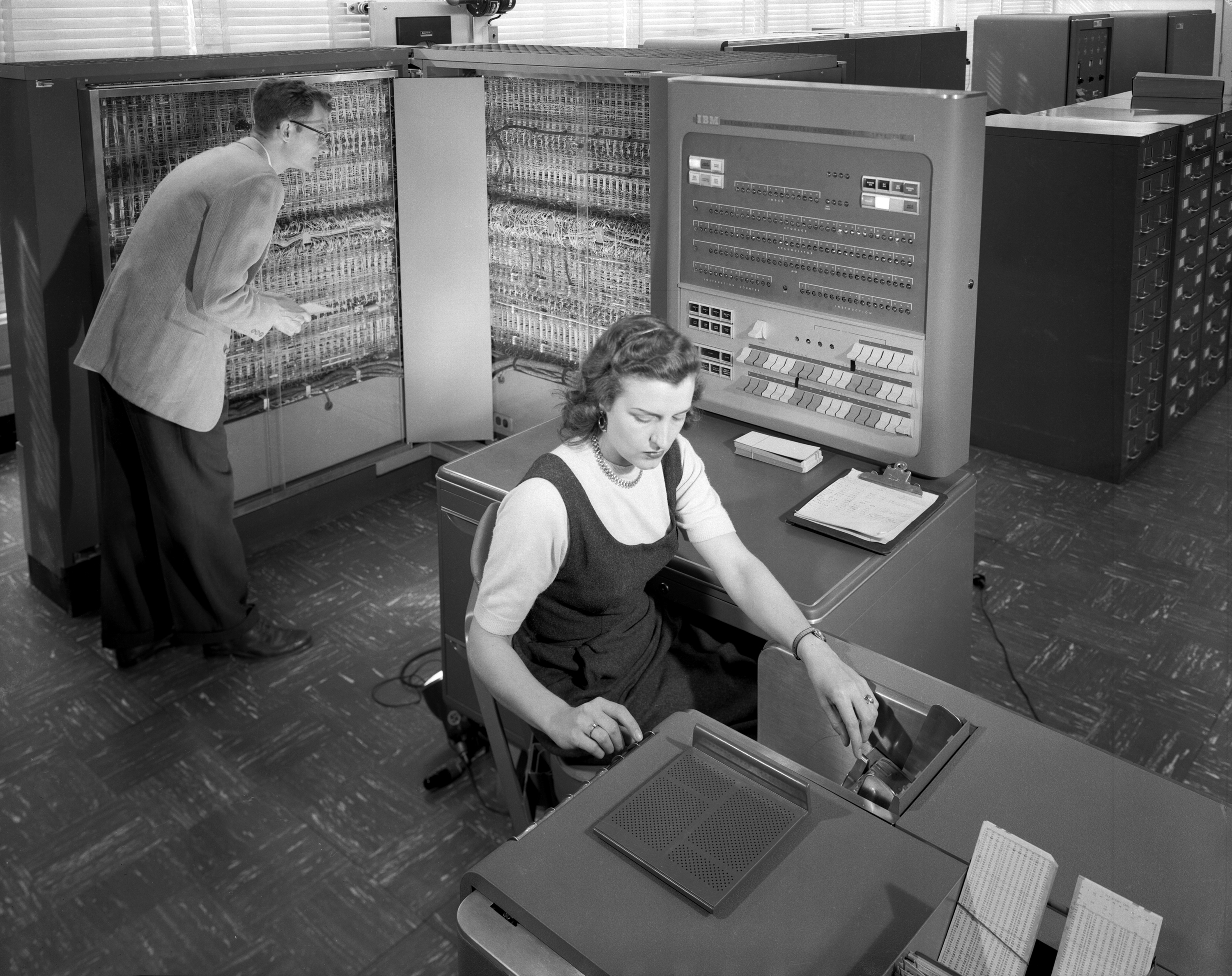
Mainframe IBM 704 a NACA el 1957

Des de 1952 fins a finals de la dècada de 1960, IBM va fabricar i comercialitzar diversos models d'ordinadors grans, coneguts com la sèrie IBM 700/7000. Els 700 de primera generació es basaven en tubs de buit, mentre que els 7000 de segona generació posteriors utilitzaven transistors. Aquestes màquines van establir el domini d'IBM en el processament electrònic de dades ("EDP"). IBM tenia dues categories de models: una (701, 704, 709, 7030, 7090, 7094, 7040, 7044) per a enginyeria i ús científic, i una (702, 705, 705-II, 705-III, 7080, 7070, 7072)., 7074, 7010) per a ús comercial o de tractament de dades. Les dues categories, científica i comercial, generalment utilitzaven perifèrics comuns, però tenien conjunts d'instruccions completament diferents, i hi havia incompatibilitats fins i tot dins de cada categoria.
IBM va vendre inicialment els seus ordinadors sense cap programari, esperant que els clients escriguessin els seus; els programes es van iniciar manualment, un a la vegada. Més tard, IBM va proporcionar compiladors per als nous llenguatges de programació de nivell superior Fortran, COMTRAN i més tard COBOL. Els primers sistemes operatius per a ordinadors IBM van ser escrits per clients d'IBM que no volien tenir les seves màquines molt cares (2 milions de dòlars EUA a mitjans dels anys 50) inactius mentre els operadors configuraven les feines manualment. Aquests primers sistemes operatius eren essencialment cues de treball programades. En general, es creu que el primer sistema operatiu utilitzat per al treball real va ser GM-NAA I/O, produït per la divisió de recerca de General Motors el 1956. IBM va millorar un dels successors de GM-NAA I/O, el sistema operatiu SHARE, i el va proporcionar als clients amb el nom IBSYS. A mesura que el programari es va fer més complex i important, el cost de suportar-lo en tants dissenys diferents es va convertir en onerós, i aquest va ser un dels factors que va portar a IBM a desenvolupar System/360 i els seus sistemes operatius.
Els productes de segona generació (basats en transistors) van ser un pilar del negoci d'IBM i IBM els va continuar fabricant durant diversos anys després de la introducció del System/360. (Alguns IBM 7094 van romandre en servei durant la dècada de 1980).

## Màquines més petites

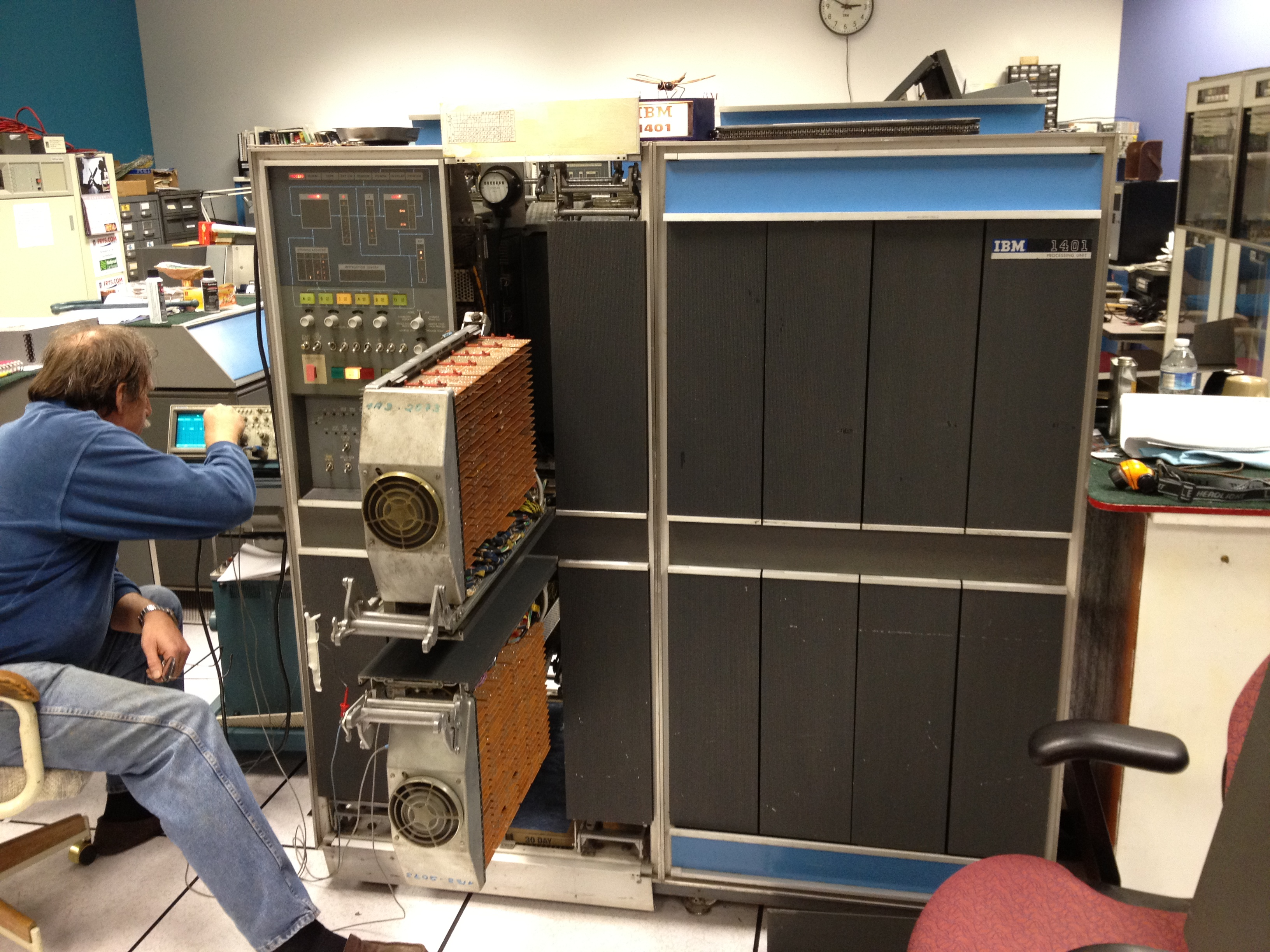
IBM 1401 en procés de restauració al Museu d'Història de la Computació

Abans de System/360, IBM també venia ordinadors més petits a escala que no es consideraven mainframes, tot i que encara eren voluminosos i cars segons els estàndards moderns. Aquests inclouen:
- IBM 650 (lògica de tubs de buit, arquitectura decimal, memòria de tambor, empresarial i científica)
- IBM 305 RAMAC (lògica del tub de buit, primer ordinador amb emmagatzematge en disc; vegeu: Emmagatzematge en disc d'IBM primerenc)
- Sèrie IBM 1400 (processament de dades empresarials; molt reeixit i molts perifèrics 1400 es van utilitzar amb els 360)
- IBM 1620 (arquitectura decimal, enginyeria, científica i educació)

IBM va tenir dificultats per aconseguir que els clients actualitzessin de les màquines més petites als mainframes perquè s'havia de reescriure molt de programari. El 7010 es va presentar el 1962 com a 1410 de mida mainframe. Els posteriors Systems 360 i 370 podien emular les 1400 màquines. Una màquina de mida d'escriptori amb un conjunt d'instruccions diferent, l'IBM 1130, es va llançar simultàniament amb el System/360 per abordar el nínxol ocupat pel 1620. Va utilitzar la mateixa codificació de caràcters EBCDIC que el 360 i es va programar principalment a Fortran, que era relativament fàcil d'adaptar a màquines més grans quan era necessari.
IBM també va introduir màquines més petites després de S/360. Aquests inclouen:
- IBM System/7 (memòria de semiconductors, control de processos, reemplaçament incompatible per a IBM 1800
- Sèrie IBM/1
- IBM 3790
- IBM 8100
- IBM System/3 (introduïda la targeta de 96 columnes)

Ordinador de gamma mitjana és una designació utilitzada per IBM per a una classe de sistemes informàtics que es troben entre els mainframes i els microordinadors.

## IBM System/360

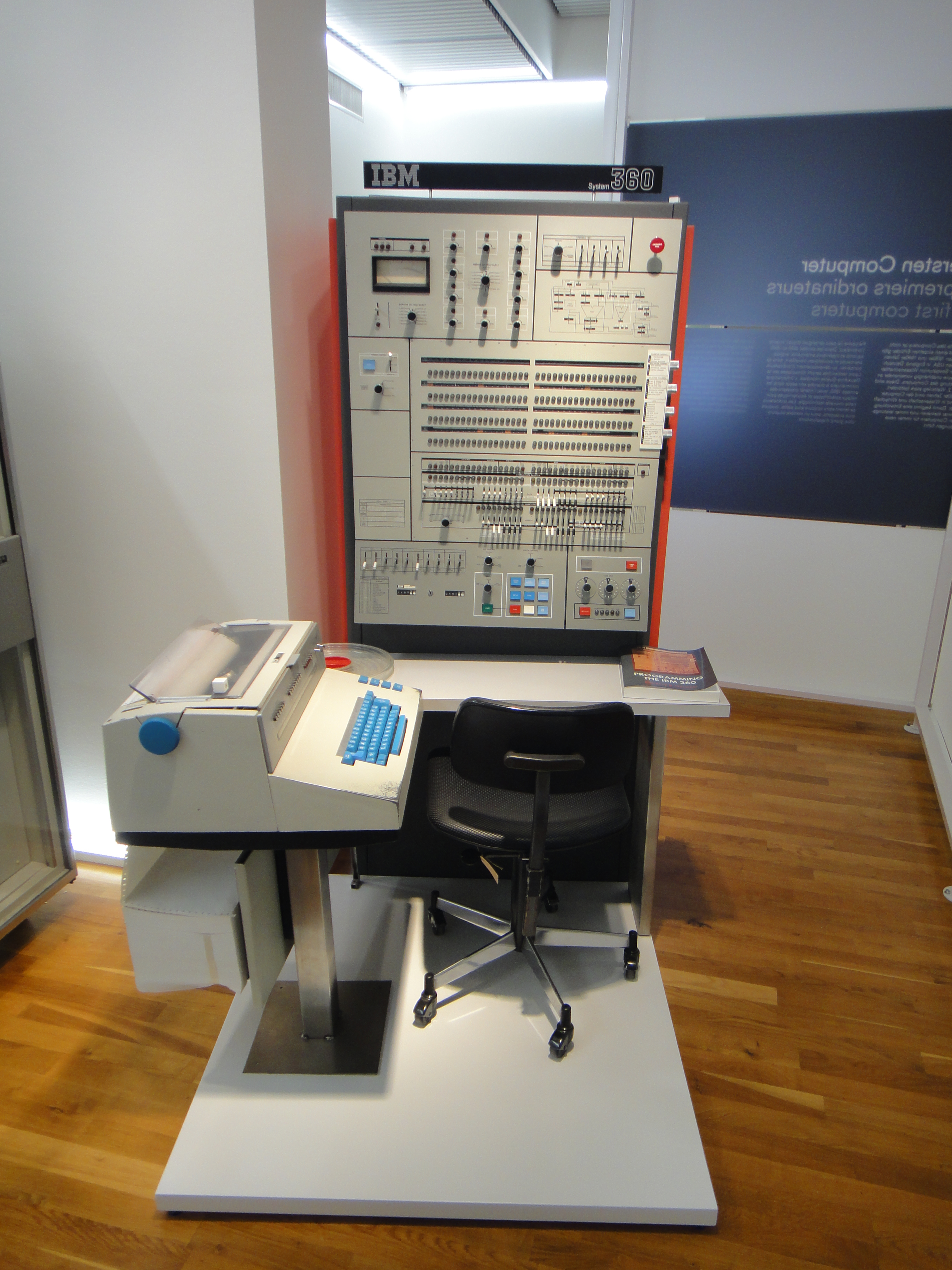
IBM System/360 Model 50

IBM va anunciar la línia de mainframes System/360 (S/360) l'abril de 1964. El System/360 era una única sèrie de models compatibles tant per a ús comercial com científic. El número " 360 " suggeria un sistema informàtic de "360 graus " o "tot al voltant". System/360 incorporava característiques que abans només havien estat presents a la línia comercial (com ara l'aritmètica decimal i l'adreçament de bytes) o la línia científica i d'enginyeria (com l'aritmètica de coma flotant ). Algunes de les unitats aritmètiques i funcions d'adreçament eren opcionals en alguns models del System/360. Tanmateix, els models eren compatibles a l'alça i la majoria també eren compatibles a la baixa. El System/360 també va ser el primer ordinador en gran ús que va incloure provisions de maquinari dedicats per a l'ús de sistemes operatius. Entre aquests hi havia programes i instruccions en mode de supervisor i aplicació, així com instal·lacions de protecció de memòria integrades. Es va proporcionar protecció de memòria de maquinari per protegir el sistema operatiu dels programes d'usuari (tasques) i de les tasques d'usuari entre si. La nova màquina també tenia un espai d'adreces més gran que els mainframes més antics, 24 bits que s'adreçaven a bytes de 8 bits enfront dels típics 18 bits que s'adreçaven a paraules de 36 bits.
Els models més petits de la línia System/360 (per exemple, el 360/30) estaven destinats a substituir la sèrie 1400 alhora que proporcionaven una ruta d'actualització més fàcil als 360 més grans. Per suavitzar la transició de la segona generació a la nova línia, IBM va utilitzar la capacitat de microprogramació de 360 per emular els models antics més populars. Així, els 360/30 amb aquesta característica de cost afegit podrien executar 1401 programes i els 360/65 més grans podrien executar 7094 programes. Per executar programes antics, el 360 s'havia d'aturar i reiniciar en mode d'emulació. Molts clients van continuar utilitzant el seu programari antic i una de les característiques del posterior System/370 va ser la possibilitat de canviar al mode d'emulació i tornar al control del sistema operatiu.
Els sistemes operatius de la família System/360 incloïen OS/360 (amb PCP, MFT i MVT), BOS/360, TOS/360 i DOS/360.
Més tard, el System/360 va evolucionar cap a les màquines System/370, System/390 i zSeries, System z i zEnterprise de 64 bits. System/370 va introduir capacitats de memòria virtual en tots els models excepte en els primers models System/370; la variant OS/VS1 d'OS/360 MFT, la variant OS/VS2 (SVS) d'OS/360 MVT i la variant DOS/VS de DOS/360 es van introduir per utilitzar les capacitats de memòria virtual, seguida de MVS, que, a diferència dels sistemes operatius de memòria virtual anteriors, executava programes separats en espais d'adreces separats, en lloc d'executar tots els programes en un únic espai d'adreces virtuals. Les capacitats de memòria virtual també van permetre al sistema suportar màquines virtuals; l'hipervisor VM/370 executaria una o més màquines virtuals amb sistemes operatius estàndard System/360 o System/370 o el sistema de monitor de conversa (CMS) d'un sol usuari. Un sistema de V

## Els sistemes actuals

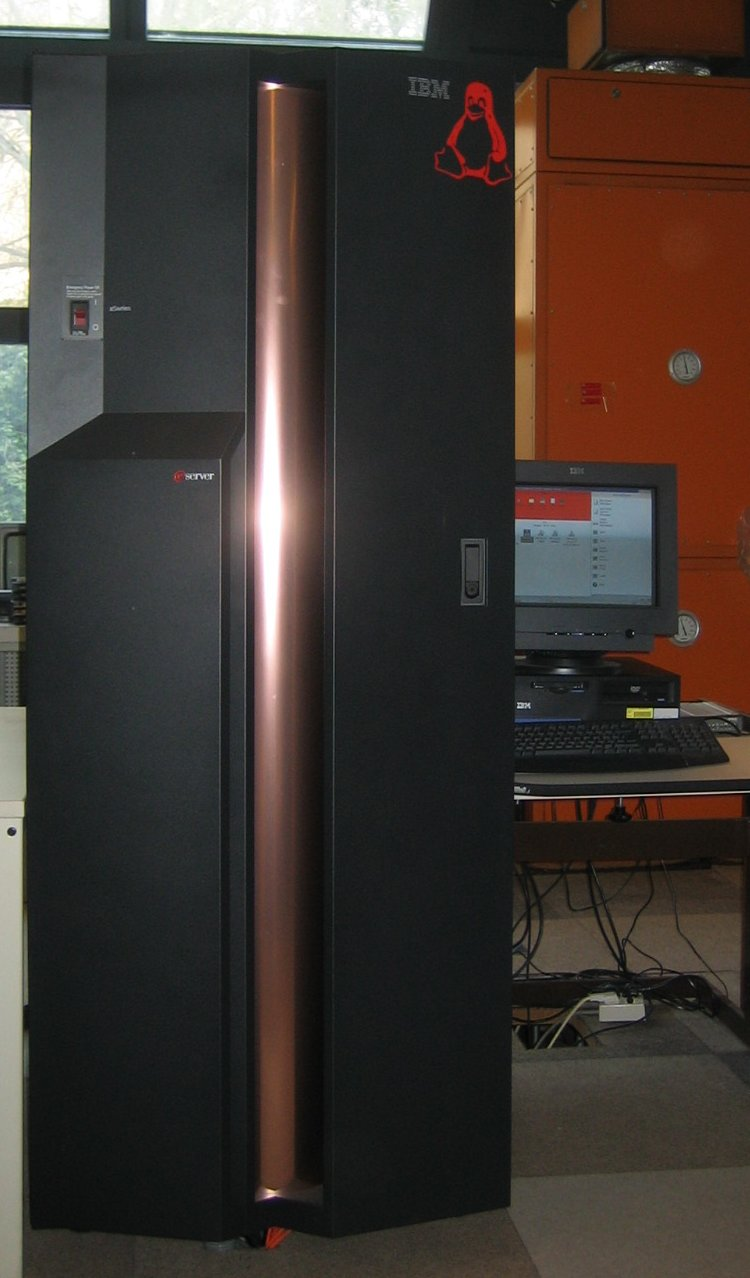
IBM System z800

La família IBM Z, introduïda l'any 2000 amb el z900, admet z/Architecture, que amplia l'arquitectura utilitzada pels mainframes System/390 a 64 bits.

### Unitats de processador
Els diferents processadors dels mainframes actuals d'IBM són:
- CP, processador central : processador de propòsit general
- IFL, instal·lació integrada per a Linux: dedicada als sistemes operatius Linux (opcionalment sota z/VM)
- ICF, Integrated Coupling Facility: dissenyat per donar suport a les operacions de Sysplex en paral·lel
- SAP, System Assist Processor: dissenyat per gestionar diverses operacions de comptabilitat, gestió i canal d'E/S del sistema
- zAAP, Processador d'assistència d'aplicacions System z: actualment limitat per executar només el processament Java i XML
- zIIP, System z Integrated Information Processor: dedicat a executar càrregues de treball específiques com IBM Db2, XML i IPSec

Aquests són essencialment idèntics, però es distingeixen pel control de costos del programari: tots excepte el CP estan lleugerament restringits de manera que no es poden utilitzar per executar sistemes operatius arbitraris i, per tant, no compten en els costos de llicència de programari (que normalment es basen en el nombre de CP). Hi ha altres processadors de suport que normalment s'instal·len dins de mainframes, com ara acceleradors criptogràfics (CryptoExpress), el processador de xarxa OSA-Express i els processadors d'E/S de disc FICON Express.
Neon Enterprise Software va comercialitzar breument el programari per permetre als usuaris executar càrregues de treball "tradicionals" en zIIP i zAAP com a "zPrime", però es va retirar del mercat el 2011 després d'una demanda d'IBM.

### Sistemes operatius
Els sistemes operatius principals que s'utilitzen als mainframes actuals d'IBM inclouen z/OS (que va seguir MVS/ESA i OS/390 al llinatge OS/360), z/VM (que va seguir VM/ESA i VM/XA SP al CP- llinatge 40), z/VSE (que es troba al llinatge DOS/360), z/TPF (un successor de Transaction Processing Facility al programa de control de les aerolínies) i Linux a IBM Z (per exemple, Debian, Red Hat Enterprise Linux, SUSE Linux Enterprise Server). Alguns sistemes executen MUSIC/SP, així com UTS (Mainframe UNIX). L'octubre de 2008, Sine Nomine Associates va presentar OpenSolaris al System z; des de llavors s'ha interromput.

### Middleware
Els mainframes actuals d'IBM executen tots els entorns i bases de dades principals de processament de transaccions empresarials, inclosos CICS, IMS, WebSphere Application Server, IBM Db2 i Oracle. En molts casos, aquests subsistemes de programari es poden executar en més d'un sistema operatiu mainframe.